# Toremifene
Il toremifene è un antagonista dei recettori per gli estrogeni. Indicato nella terapia del carcinoma mammario metastatico ormono-dipendente in donne in post menopausa. Può causare ipercalcemia (soprattutto in caso di metastasi ossee di solito all'inizio del trattamento).
È stato riportato un incremento di incidenza di modificazioni endometriali quali iperplasia, polipi e carcinomi.